# Charles Robert Darwin
Charles Robert Darwin (/t͡ʃɑrlz ˈɹɒb.ət ˈdɑːrwɪn/; Shrewsbury, 12 de febrer del 1809 - Down House, 19 d'abril del 1882) fou un naturalista, geòleg i biòleg anglès, conegut principalment per les seves contribucions a la ciència de l'evolució.[I] El seu postulat que totes les espècies d'éssers vius tenen una descendència comuna és acceptat de manera general i considerat un concepte científic fonamental. En una publicació conjunta amb Alfred Russel Wallace, plantejà la seva teoria científica, segons la qual l'evolució, que segueix un patró semblant a les branques d'un arbre, és el resultat d'un procés anomenat «selecció natural», en el qual la lluita per la vida exerceix un efecte comparable a aquell que té la selecció artificial en la cria selectiva. Ha estat descrit com una de les persones més destacades de la història de la humanitat i fou honorat amb un enterrament a l'abadia de Westminster.
El fet que l'evolució es produeix fou acceptat ràpidament per la comunitat científica, mentre que la teoria de la selecció natural no començà a ser reconeguda com a principal explicació del procés de l'evolució fins a la dècada del 1930, i ara constitueix la base de la síntesi evolutiva moderna. En una forma modificada, el descobriment científic de Darwin continua sent la base de la biologia, ja que proporciona una explicació lògica de la diversitat de la vida.
Darwin desenvolupà el seu interès en la història natural mentre estudiava medicina a la Universitat d'Edimburg, i posteriorment teologia a Cambridge. Durant els seus cinc anys de travessia a l'HMS Beagle es va revelar com un eminent geòleg, amb observacions i teories que donaven suport a les idees uniformistes de Charles Lyell, i la publicació del seu diari del viatge el feu famós com a autor popular. Desconcertat per la distribució geogràfica de la fauna silvestre i pels fòssils recollits durant el viatge, Darwin va estudiar la transmutació de les espècies i va concebre la seva teoria de la selecció natural el 1838. Tot i que va discutir les seves idees amb diversos naturalistes, li calia temps per la seva investigació i donà prioritat al seu treball geològic. El 1858, Darwin estava escrivint la seva teoria quan Alfred Russel Wallace li envià un assaig que descrivia una teoria similar, i ambdues foren presentades a la Societat Linneana en un article conjunt.
Amb la publicació de L'origen de les espècies el 24 de novembre del 1859, Darwin pogué establir l'evolució per descendència comuna. Va examinar l'evolució humana i la selecció sexual a La descendència de l'home i sobre la selecció en relació amb el sexe, seguit de L'expressió de les emocions en els homes i els animals. La seva investigació sobre les plantes fou publicada en una sèrie de llibres. En el seu últim llibre va tractar els cucs de terra i els seus efectes al sòl.
Darwin tingué un gran reconeixement quan va morir. Fou una de les cinc úniques persones del segle xix no pertanyents a la reialesa que reberen un funeral d'estat.

## Biografia

### Primers passos

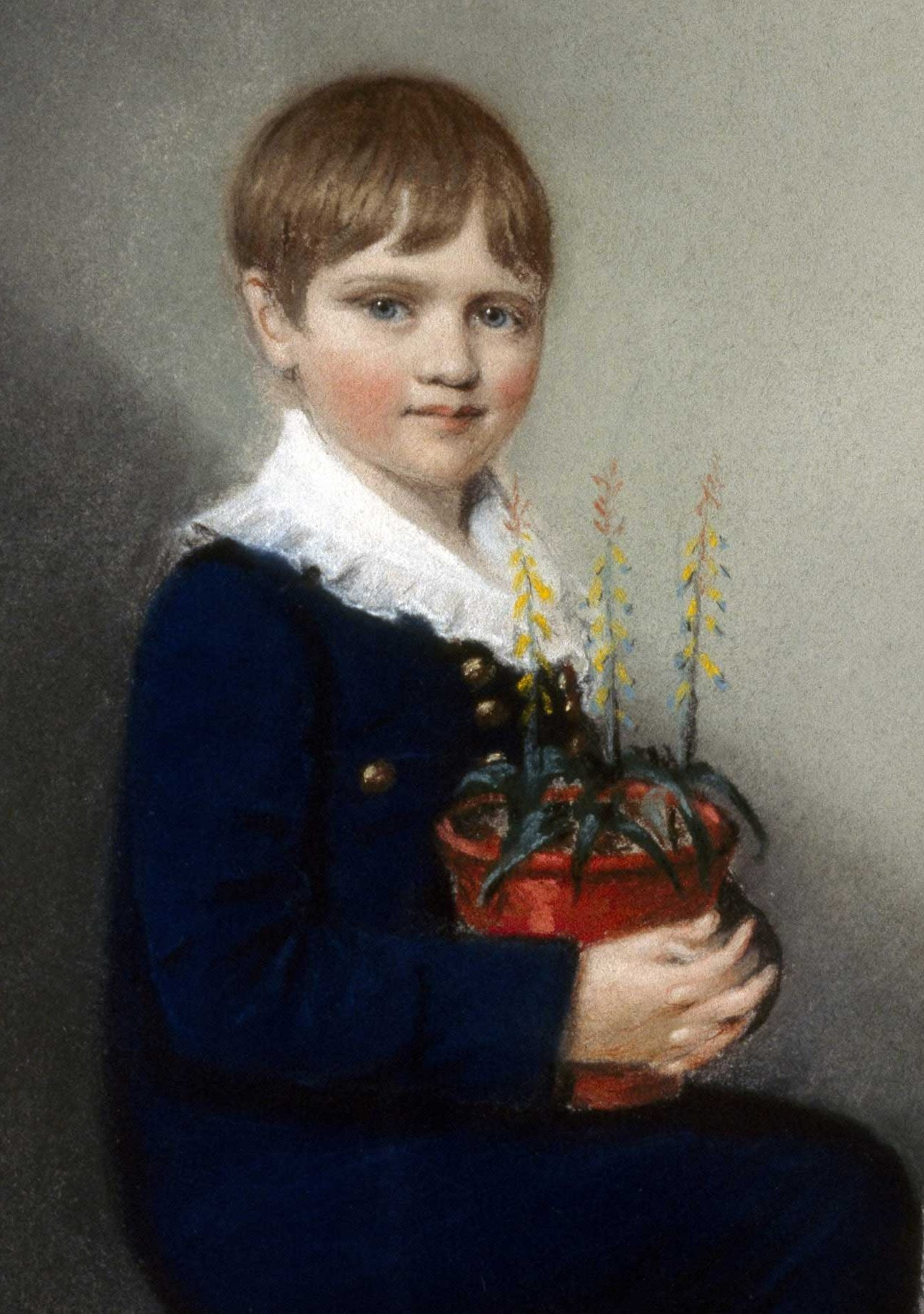
Charles Darwin amb set anys el 1816, un any abans de la mort de la seva mare.

Charles Darwin nasqué a Shrewsbury (Shropshire, Anglaterra) el 12 de febrer del 1809, a la seva llar familiar de The Mount. Fou el cinquè dels sis fills del seu pare (un ric doctor i financer) Robert Darwin i la seva mare Susannah Darwin (Susannah Wedgwood de soltera). Era net d'Erasmus Darwin per part del pare i de Josiah Wedgwood per part de la mare. Ambdues famílies eren unitaristes, tot i que els Wedgwood estaven adoptant l'anglicanisme. Robert Darwin, que era lliurepensador en silenci, seguí la convenció preparant el bateig del nadó Charles en una església anglicana. No obstant això, Charles i els seus germans van assistir a la capella unitària amb la seva mare, i el 1817, Charles anà a l'escola dirigida pel seu predicador. Al juny d'aquell any, quan Charles tenia vuit anys, la seva mare va morir. El setembre del 1818 es va unir al seu germà gran Erasmus i entrà com a internat a l'Escola de Shrewsbury.
Darwin passà l'estiu del 1825 com a estudiant de medicina, ajudant el seu pare a tractar els pobres de Shropshire. A la tardor, anà amb Erasmus a la Universitat d'Edimburg per estudiar medicina, però va quedar disgustat a causa de la brutalitat de la cirurgia i va deixar de banda els seus estudis de medicina. Va aprendre taxidèrmia de John Edmonstone, un esclau negre alliberat que li va explicar històries emocionants de la selva tropical de Sud-amèrica. Més endavant, a La descendència de l'home, Darwin utilitzaria aquesta experiència com a prova que «els negres i els europeus» estan estretament relacionats tot i les diferències superficials entre ells.
Al seu segon any, Darwin va entrar a la Societat Pliniana, un grup d'estudiants interessats en la història natural. Va esdevenir un estudiant aplicat de Robert Edmond Grant i el va ajudar en les investigacions de l'anatomia i el cicle de la vida dels animals marins al Fiord de Forth. Aquests estudis van proporcionar proves de l'homologia, la teoria radical que diu que tots els animals tenen òrgans similars que només difereixen en complexitat, mostrant així la descendència comuna. El març del 1827, Darwin va presentar a la Societat Pliniana del seu descobriment que les espores negres que sovint es troben als dipòsits d'ostres són ous de sangoneres. Un dia, Grant va lloar les idees evolucionistes de Jean-Baptiste Lamarck. Darwin es va sorprendre, però havia llegit recentment les idees evolucionistes del seu avi i les de Lamarck el van deixar indiferent. Darwin s'avorria bastant als cursos de Robert Jameson sobre la història de la natura, que incloïen la geologia i el debat entre neptunisme i plutonisme. També va estudiar la classificació de les plantes i va ajudar amb els treballs de la col·lecció del Museu de la Universitat, un dels museus més grans d'Europa del moment.
El 1827, el seu pare, descontent per la falta de progressos del seu fill petit, el va matricular en arts al curs del Christ's College com a primer pas perquè esdevingués predicador anglicà. Tot i això, Darwin preferia l'hípica i el tir a estudiar. El seu cosí William, el va introduir a la caça de coleòpters, que estava molt de moda en aquell temps, i a la qual es va dedicar amb entusiasme, aconseguint publicar algunes troballes al manual Illustrations of British entomology de James Francis Stephens. Es convertí en amic íntim i seguidor del professor de botànica John Stevens Henslow i va conèixer altres naturalistes importants que consideraven el seu treball científic com una teologia natural, sent conegut per ells com l'home que passejava amb Henslow. Quan quedava poc pels exàmens finals, Darwin es va centrar en els seus estudis, delectant-se amb el llenguatge i la lògica de Proves del Cristianisme de William Paley. S'ha argumentat que l'entusiasme de Darwin per l'adaptacionisme religiós de Paley tingué un paper paradoxal més endavant, quan Darwin va formular la seva teoria de la selecció natural. A l'examen final de gener del 1831, Darwin va aprovar, quedant desè d'una llista de 178 aprovats.
Darwin es va haver de quedar a la residència de Cambridge fins al mes de juny. Seguint l'exemple i el consell de Henslow, no tingué gens de pressa per rebre l'Orde Sacerdotal. Durant aquest període, va llegir tres obres que exercirien una influència fonamental en l'evolució del seu pensament: una altra obra de Paley, Teologia Natural, un dels tractats clàssics en defensa de l'adaptació biològica com a prova del disseny diví a través de les lleis naturals; l'obra acabada de publicar Un discurs preliminar en l'estudi de la filosofia natural, de John Herschel, que descrivia l'objectiu últim de la filosofia natural com la comprensió d'aquestes lleis a través del raonament inductiu basat en l'observació i el Viatge a les regions equinoccials del Nou Continent, d'Alexander von Humboldt. Inspirat per un ardent desig de contribuir, Darwin va planejar visitar Tenerife amb alguns companys de classe després de la graduació per estudiar la història natural dels tròpics. Mentre preparava el viatge, es va inscriure al curs de geologia d'Adam Sedgwick i el va acompanyar durant l'estiu a traçar mapes estratigràfics a Gal·les. Després de passar dues setmanes amb amics estudiants a Barmouth, va tornar a casa. Hi trobà una carta de Henslow que el recomanava com a naturalista adequat per un lloc no remunerat d'acompanyant del capità Robert FitzRoy, el capità de l'HMS Beagle, que salparia en quatre setmanes en una expedició per cartografiar la costa de Sud-amèrica. En un principi, el seu pare es va oposar al viatge, que havia de durar dos anys, argumentant que era una pèrdua de temps, però el seu cunyat Josiah Wedgwood el va convèncer i finalment va acceptar la participació del seu fill.

### El viatge delBeagle

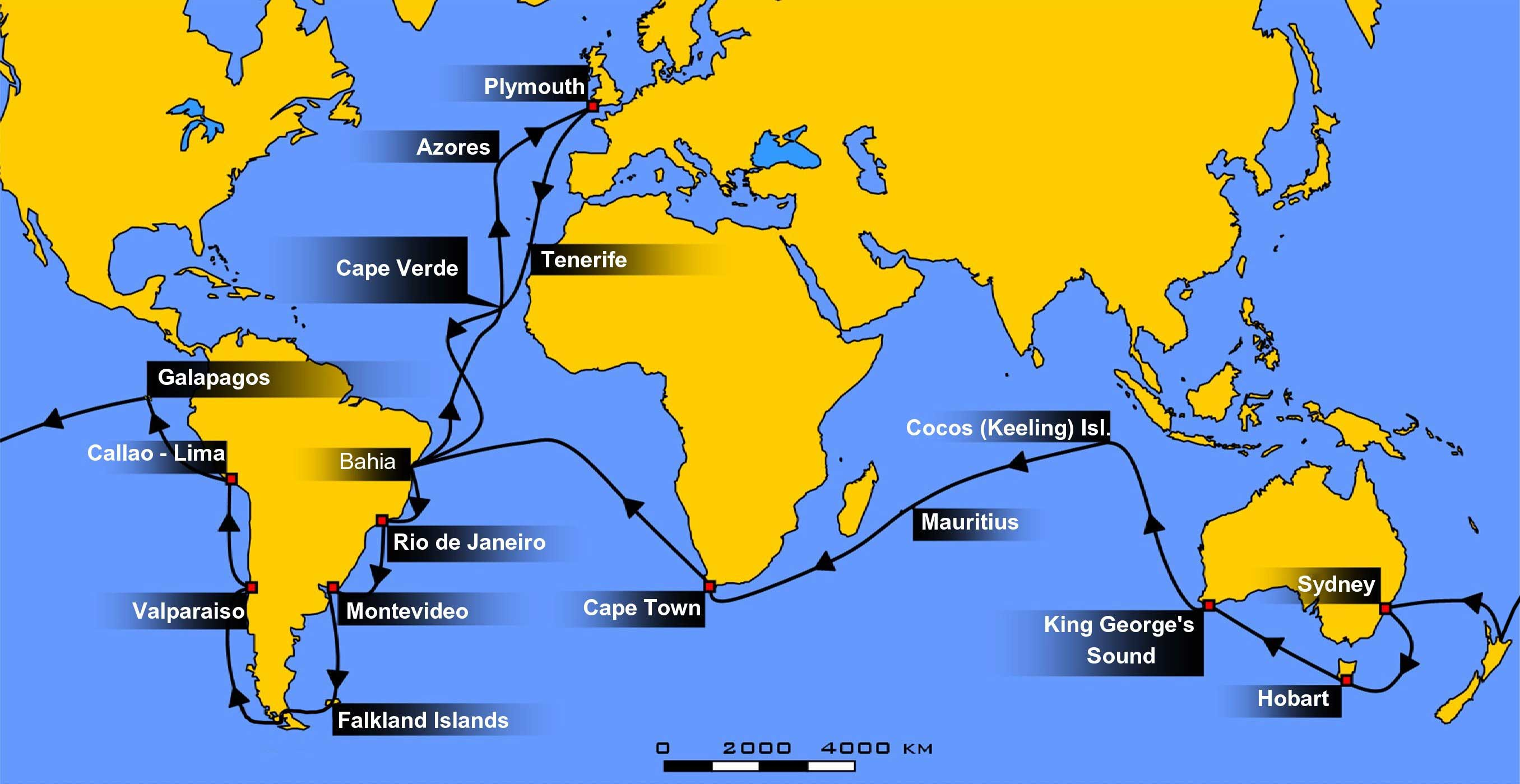
El viatge del Beagle.

El viatge amb el Beagle va durar cinc anys (del 27 de desembre de 1831 al 2 d'octubre de 1836), dels quals Darwin passà dos terços a terra. Observava amb determinació una rica varietat de característiques geològiques, fòssils i organismes vius, recollits metòdicament en una enorme quantitat d'espècies, moltes d'elles noves per la ciència. De tant en tant envià mostres a Cambridge, juntament amb cartes sobre les seves conclusions. Aquestes mostres i cartes van establir la seva reputació com a naturalista. Les seves extenses notes detallades mostraven un do per la teorització i van servir de base per la seva obra posterior. El diari que originalment escrigué per la seva família, publicat com a El viatge del Beagle, resumeix els seus descobriments i ofereix una visió social, política i antropològica de la gran varietat de gent que va conèixer, tant nadius com colons.
A bord de la nau, Darwin va patir un mal de mar l'octubre del 1833. El juny del 1834 va agafar una forta febre a l'Argentina i, quan tornava de la serralada dels Andes cap a Valparaíso, va caure malalt i es va estar un mes al llit.
Abans que es restablís, FitzRoy donà a Darwin el primer volum de l'obra de Charles Lyell Principis de la geologia, que explica la formació de la Terra com a resultat de grans processos graduals al llarg del temps.[II] Va continuar fent descobriments, alguns d'ells particularment dramàtics. En les seves primeres parades en terra ferma a Santiago, Darwin es va trobar amb una banda blanca situada a la part elevada d'uns penya-segats de roca volcànica, que consistia en fragments de corall i petxines. Això corresponia al concepte de Lyell de la lenta pujada o baixada de la terra, donant a Darwin una nova visió de la història geològica de l'illa que el va inspirar a escriure un llibre sobre geologia. Posteriorment va veure reforçades les seves conclusions en observar planes de pedres i petxines marines a la Patagònia i després d'experimentar un terratrèmol a Xile, on pogué veure com moltes cloïsses havien sigut mogudes per sobre la línia de marea, demostrant que la terra havia acabat de pujar. A la serralada dels Andes va veure diversos arbres fòssils que havien crescut en una platja de sorra, amb petxines al seu voltant. Va teoritzar que els atols de corall es formaven a muntanyes volcàniques en procés d'enfonsament, i ho va confirmar quan el Beagle va explorar les illes Cocos.
Durant el primer any a Sud-amèrica, Darwin feu un important descobriment de fòssils d'enormes mamífers extints al costat de petxines modernes, indicant una extinció recent sense cap canvi o senyal de catàstrofe. Entre ells figuraven el poc conegut megateri i fragments d'armadures que semblaven versions gegants de l'armadura dels armadillos locals, així com espècies desconegudes que van despertar gran interès quan foren enviades a Anglaterra. Després del viatge, Richard Owen, demostrà que la majoria estaven estretament relacionades amb les criatures vivents trobades exclusivament a les Amèriques.

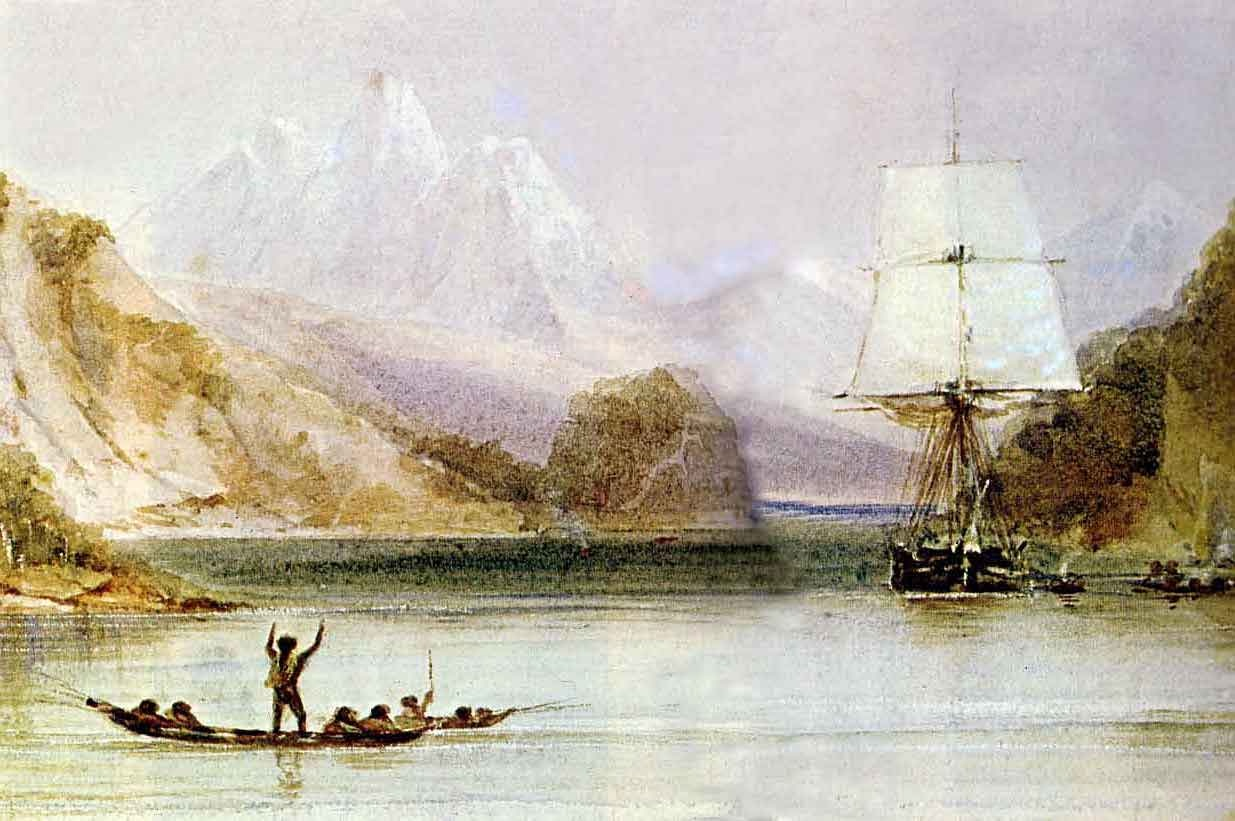
Mentre lHMS Beagle explorava les costes de Sud-amèrica, Darwin començà a teoritzar sobre les meravelles de la naturalesa que l'envoltaven.

El segon volum dels llibres de Lyell, que es manifestava contra l'evolució i explicava la distribució de les espècies per «centres de creació», fou enviat a Darwin. Va quedar perplex per tot el que va veure, i les seves idees anaren molt més enllà de les de Lyell. A Argentina, trobà dos tipus de nyandús que tenien territoris separats, però que s'encavalcaven. A les illes Galàpagos anà caçant aus i va remarcar que els mímids eren diferents depenent de l'illa on visquessin. Va sentir que els espanyols autòctons podien saber de quina illa era les tortugues només veure-les, però creia que els rèptils havien estat importats per bucaners. A Austràlia, Darwin va veure que els marsupials potoròids i els ornitorrincs tenien una aparença tan inusual que semblava que hi hagués hagut dos creadors diferents.
A Ciutat del Cap, FitzRoy es va reunir amb John Herschel, que recentment havia escrit a Lyell sobre «el misteri de misteris», l'origen de les espècies. Quan organitzava les seves notes sobre el viatge de retorn, Darwin escrigué que si les seves creixents sospites sobre els mímids, les tortugues i les guineus de les Malvines eren correctes, «aquests fets soscaven l'estabilitat de les espècies». Després, per cautela ho canvià a «soscavarien». Més tard escrigué que aquests fets «semblaven llançar una mica de llum a l'origen de les espècies».
Tres nadius que havien estat agafats de la Terra del Foc durant el viatge anterior del Beagle hi van tornar convertits en pioners. Es van «civilitzar» a Anglaterra durant els dos anys anteriors, però els seus familiars van semblar a Darwin «salvatges miserables i degradats». Un any més tard, la missió fou abandonada i només Jemmy Button va parlar amb ells, per dir-los que preferia romandre a la Terra del Foc, ja que li agradava més el seu estil de vida rústic d'abans i no volia tornar a Anglaterra. Després d'aquesta experiència, Darwin va pensar que els éssers humans no eren tan diferents dels animals, i va veure que les diferències culturals relacionades amb els avenços cap a la civilització donaven lloc a un ésser racional. Darwin odiava l'esclavitud i es va entristir pels efectes de la colonització europea sobre els aborígens d'Austràlia i els maoris de Nova Zelanda.
Al final del viatge el capità FitzRoy començà a escriure la narrativa oficial del Beagle, i després de llegir el diari de Darwin li va proposar reescriure'l, per incorporar-lo com a tercer volum.
| «                                                | Quan vaig estar a bord del Beagle, com a naturalista, em va cridar molt l'atenció la distribució dels habitants de Sud-amèrica i les relacions geològiques del present amb els habitants del passat en aquesta part del continent. Vaig tenir la impressió que aquests fets aclarien l'origen de les espècies, aquest misteri de misteris, com ho va anomenar un dels nostres més grans filòsofs. | » |
| — Charles Darwin, L'origen de les espècies, 1859 | |   |

### Inici de la teoria de l'evolució

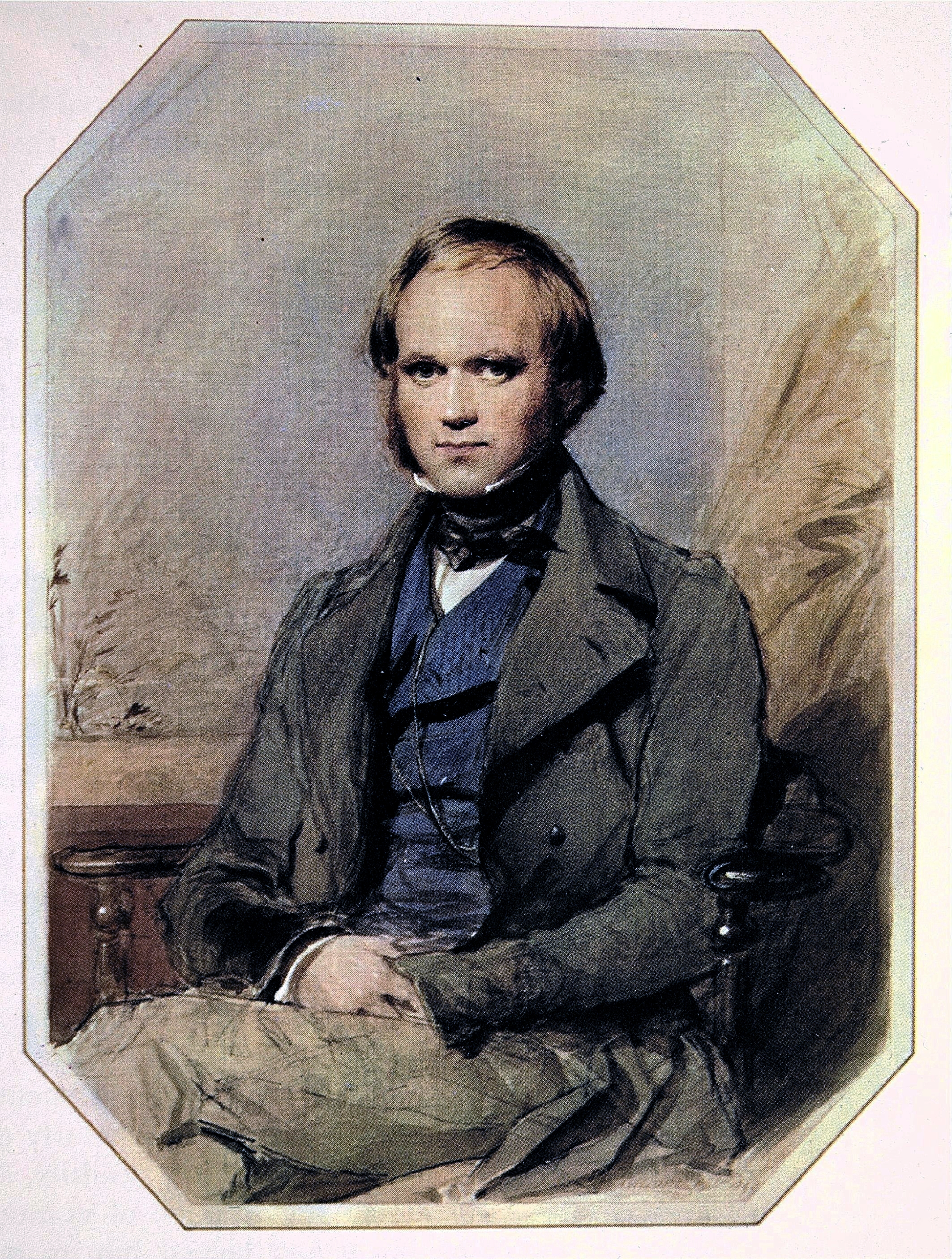
Darwin es va unir a la comunitat científica quan encara era jove.

Mentre Darwin encara estava de viatge, Henslow va millorar la reputació del seu antic alumne donant accés a naturalistes selectes als exemplars fòssils i un pamflet de les cartes geològiques de Darwin. Quan el Beagle va tornar el 2 d'octubre del 1836 Darwin ja era una celebritat entre els cercles científics. Després de visitar casa seva a Shrewsbury i la seva família, es va afanyar a anar a Cambridge per veure Henslow, que li va aconsellar que trobés naturalistes disponibles per descriure i catalogar les col·leccions, i va acceptar encarregar-se de les espècies vegetals. El pare de Darwin feu certes inversions, que van permetre al seu fill ser un científic autofinançat. Un Darwin emocionat visità les institucions de Londres, on l'aclamaven, i on buscava experts perquè descrivissin les seves col·leccions. Els zoòlegs tenien molta feina acumulada, i hi havia el perill que algunes espècies es quedessin als magatzems sense ser estudiades.
Un ansiós Charles Lyell es va reunir per primera vegada amb Darwin el 29 d'octubre i ràpidament el va presentar a Richard Owen, que disposava de les instal·lacions del Royal College of Surgeons of England per treballar amb els ossos fòssils que Darwin havia recollit. Els resultats sorprenents d'Owen incloïen un esquelet gairebé complet d'un animal extint, el desconegut escelidoteri; un crani de la mida del d'un hipopòtam pertanyent a Toxodon, semblant al capibara i fragments d'armadura de Glyptodon, un enorme armadillo, com Darwin ho havia suposat inicialment. Aquestes espècies extintes estaven estretament relacionades amb les espècies que vivien a Sud-amèrica.
A mitjans de desembre, Darwin es va traslladar a Cambridge per organitzar el treball de les seves col·leccions i la represa del seu diari. Allà escrigué el seu primer treball científic, on demostrava que la superfície de Sud d'Amèrica creixia a poc a poc i ho feu amb la supervisió de Lyell a la Societat Geològica de Londres el 4 de juny del 1837. El mateix dia, va presentar la seva catalogació d'espècies de mamífers i d'aus a la Societat Zoològica de Londres. L'ornitòleg John Gould aviat va revelar que les aus de les Galápagos que Darwin havia pensat que eren una barreja de merles negres i fringíl·lids, eren de fet dotze espècies separades de pinsans. El 17 de febrer del 1837, Darwin fou elegit pel Consell de la Geographical Society i, en la seva direcció presidencial, Lyell presentar a Owen les conclusions de Darwin sobre els fòssils, destacant la continuïtat geogràfica de les espècies com el suport a la seva uniformitat de les idees.

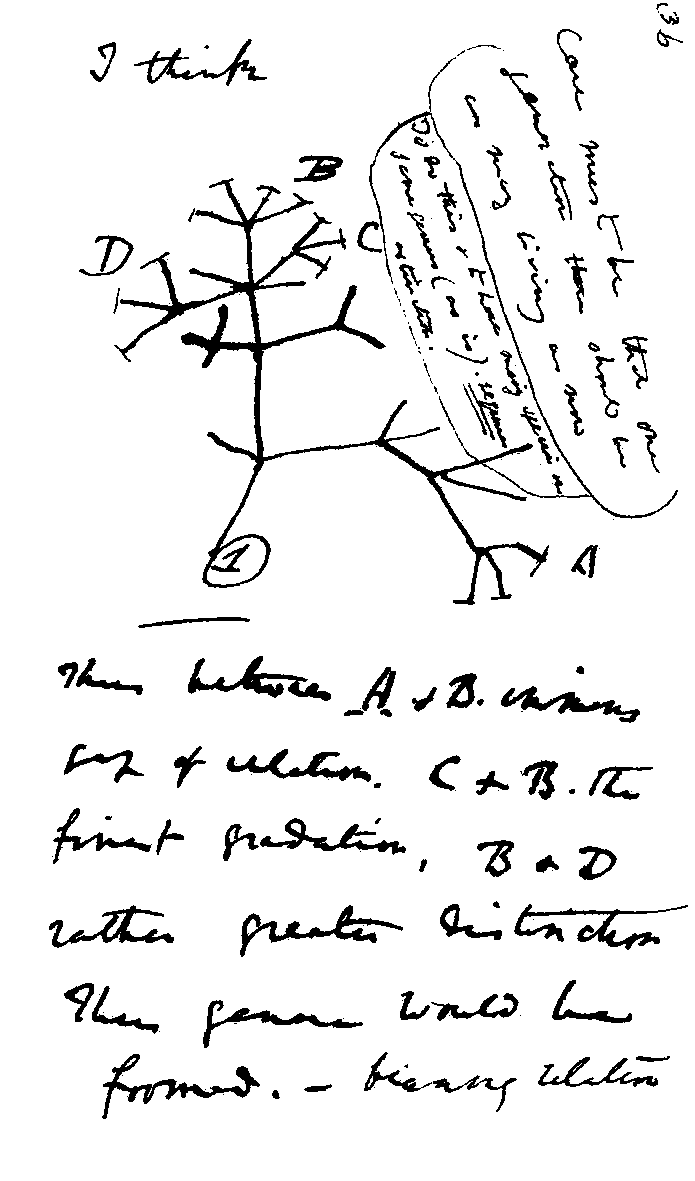
El primer esbós de Darwin sobre un arbre evolutiu al seu First Notebook on Transmutation of Species (1837).

El 6 de març del 1837, Darwin es va traslladar a Londres per acabar el seu treball, i es va reunir amb Charles Babbage, que pensava que Déu ordenava la vida a través de la llei natural, i no per creacions miraculoses ad hoc. Darwin vivia a prop del seu germà, que formava part del Cercle Whig, i la seva amiga escriptora Harriet Martineau, que va promoure les idees de Thomas Malthus subjacents a les reformes Whigs de les Poor Laws. Aquestes lleis aspiraven a dissuadir els pobres de reproduir-se més enllà del que ho permetien els aliments disponibles. La incògnita de John Herschel sobre l'origen de les espècies fou àmpliament debatuda. Fins i tot metges es van sumar a Robert Grant per defensar la transmutació de les espècies, però els amics científics de Darwin trobaven que aquesta heretgia radical atacava la base divina de l'ordre social, ja amenaçat per la recessió i disturbis.
Gould va posar de manifest que els diferents mímids de les diferents illes de les Galàpagos eren espècies diferents i no varietats d'una mateixa, i que els caragolets eren una espècie diferent de fringíl·lid. Darwin no havia apuntat de quina illa provenia cada exemplar de fringíl·lid, però trobà informació a les notes d'altres tripulants del Beagle, incloent-hi FitzRoy, que havien enregistrat les seves pròpies col·leccions amb més cura. El zoòleg Thomas Bell demostrà que la tortuga gegant de les Galàpagos és nadiua d'aquelles illes. A mitjans de març, Darwin estava convençut que les criatures que arribaven a les illes canviaven d'alguna manera per formar noves espècies en les diferents illes, i va investigar la transmutació anotant totes les seves especulacions al seu «Quadern Vermell», que havia començat al Beagle. A mitjans de juliol, començà el seu «Quadern B» secret sobre la transmutació, en què escrigué a la pàgina 36 «Crec que» just a sobre del seu primer esbós sobre un arbre evolutiu.

### Excés de treball, malaltia i matrimoni
A més d'encetar aquest estudi sobre la transmutació, Darwin es va carregar intensament amb més feina. Tot i que encara escrivia al seu diari, començà a editar i publicar els informes dels experts sobre les seves col·leccions i amb l'ajuda de Henslow va obtenir una subvenció de 1.000 £ per patrocinar el seu últim volum de Zoology of the Voyage of H.M.S. Beagle. Darwin va acabar d'escriure el seu diari el 20 de juny del 1837, just quan la reina Victòria va pujar el tron, tot i que posteriorment va fer-hi algunes correccions.
La salut de Darwin va decaure a causa de la pressió. El 20 de setembre del 1837 tingué palpitacions. El metge li va aconsellar un mes de repòs, de manera que anà a Shrewbury a visitar els seus familiars Wedgwood al Maer Hall. La seva cosina Emma Wedgwood, encantadora, intel·ligent i culta, nou mesos més gran, estava cuidant la seva tieta invàlida. El seu oncle Josiah li va assenyalar una àrea de terreny on les cendres havien desaparegut en virtut del llim i va suggerir que podria haver estat obra dels cucs de terra. Això va inspirar una conferència que Darwin feu a la Geological Society l'1 de novembre, la primera demostració de la funció dels cucs de terra en la formació del sòl.
William Whewell va incitar Darwin a assumir les funcions de secretari de la Geological Society. Després de refusar per primer cop aquest treball addicional, va acceptar el càrrec el març del 1838. Malgrat la feina que requeria escriure i editar els informes del Beagle, fou notable el seu progrés en el coneixement de la transmutació. Darwin va aprofitar totes les oportunitats de fer preguntes a naturalistes experts i, cosa inusual, persones amb experiència pràctica a les granges o amb coloms missatgers. Amb el pas del temps, les seves investigacions van aprofitar informació dels seus parents i els nens, del majordom de la família, veïns, colons i excompanys de tripulació. Va incloure la humanitat en les seves especulacions des del principi, i en veure un mico del zoo el 28 de març del 1838 prengué nota del seu comportament semblant al d'un nen.
La tensió li va passar factura, i al juny ja patia molts problemes d'estómac, mal de cap i símptomes del cor. Durant la resta de la seva vida, va quedar incapacitat en diverses ocasions amb episodis de dolors de l'estómac, vòmits, palpitacions, tremolors i altres símptomes, en especial durant els moments d'estrès, com quan assistia a reunions o feia front a les controvèrsies sobre la seva teoria. La causa de la malaltia que patia Darwin va romandre desconeguda durant la seva vida i els intents de tractar-lo tingueren poc èxit. Diagnòstics més recents que se li han fet apunten que podria haver patit la malaltia de Chagas, una malaltia àmpliament estesa per Sud-amèrica que es transmet mitjançant les picades d'insectes, la malaltia de Ménière, o diverses malalties psicològiques, sense resultats concloents.
El 23 de juny va prendre's un descans i va marxar a Escòcia amb la intenció de continuar les seves investigacions geològiques. Va visitar Glen Roy amb un meravellós temps que li va permetre observar les «marques» paral·leles trobades als penya-segats a tres altures diferents. Més tard publicà la seva teoria que eren extractes marins elevats pels moviments terrestres, tot i que posteriorment es demostrà que eren línies riberenques d'un llac prehistòric.
Ja completament recuperat, va tornar a Shrewbury al juliol. Habituat a anotar diàriament comentaris sobre la cria dels animals, feu unes notes destinades al seu futur i la seva carrera en dos fulls, encapçalats amb columnes que deien «casar-se» i «no casar-se». Els avantatges incloïen «una companya constant i una amiga a l'edat avançada... millor que un gos, en qualsevol cas»; mentre que als desavantatges, valorava «tenir menys diners per llibres» i «una terrible pèrdua de temps». Havent-se decidit pel matrimoni, i després de parlar-ho amb el seu pare, anà a visitar la seva cosina Emma el 29 de juliol. Tanmateix, malgrat els consells del seu pare, Darwin no va plantejar la seva oferta de matrimoni, sinó que va parlar amb ella sobre les seves teories sobre la transmutació.
Continuant amb les seves investigacions a Londres, Darwin començà a llegir la sisena edició de la famosa obra de Thomas Malthus, titulada An Essay on the Principle of Population (Assaig sobre el principi de la població.)
| « | L'octubre del 1838, és a dir, quinze mesos després d'haver començat el meu estudi sistemàtic, vaig tenir la fortuna de llegir per plaer l'assaig de Malthus sobre la població, i sent capaç d'apreciar la lluita per la supervivència que qualsevol percep després d'una prolongada observació dels animals i les plantes, se'm va acudir que sota aquesta òptica les variacions favorables tendirien a ser conservades, mentre que les desfavorables serien destruïdes. El resultat d'aquest procés podria ser la formació de noves espècies. Aquí, per fi, havia trobat una teoria amb la qual treballar. | » |

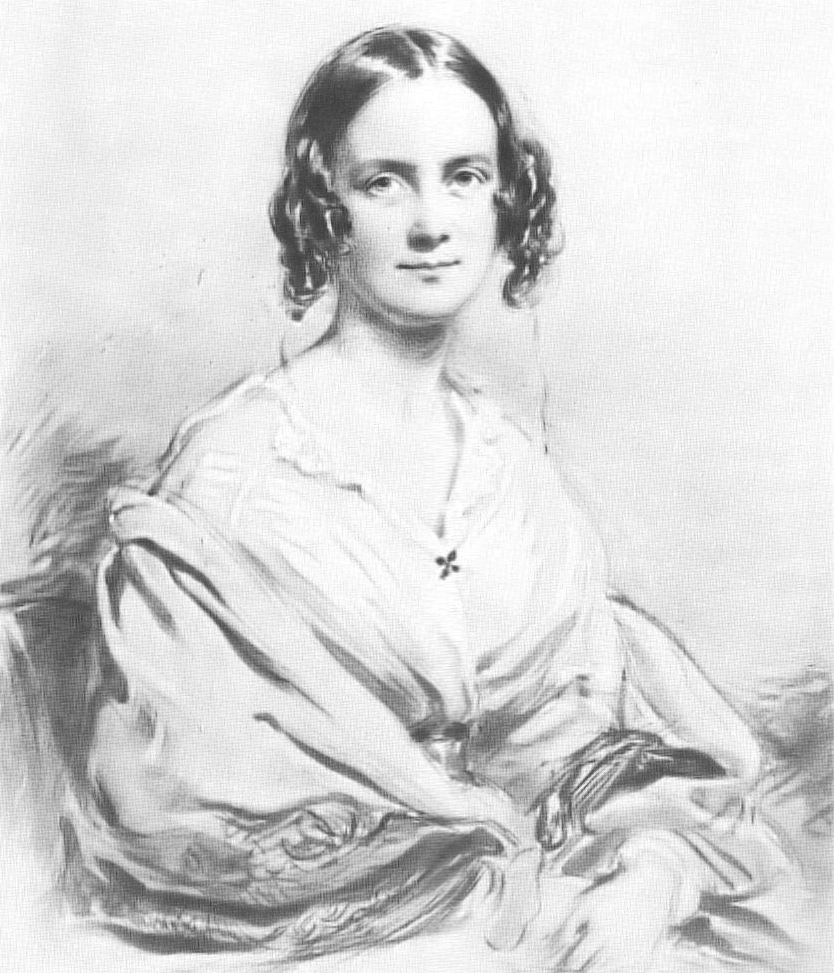
Darwin decidí casar-se amb la seva cosina, Emma Wedgwood.

Malthus sostenia que a menys que es controlés la creixent població humana, aquesta es multiplicaria en progressió geomètrica, i aviat superaria el límit de recursos disponibles al planeta (el que és conegut com a catàstrofe maltusiana). Darwin va observar que aquest procés també era aplicable a la «guerra de les espècies» de plantes que havia definit de Candolle, i que justificava com en un ambient natural un nombre limitat de varietats prevalien sobre la resta. Com que totes les espècies sempre es multipliquen més enllà del que permeten els recursos disponibles, les variacions «favorables» tendeixen a fer els organismes més aptes per sobreviure i transmetre així el seu propi avantatge genètic, mentre que les espècies amb variacions desfavorables es perden invariablement. Això resulta en la constant formació de noves espècies. El 28 de setembre del 1838 va anotar aquest procés, que ell va descriure com una espècie de cunya que obligava a les espècies a agrupar-se en forats de l'economia ambiental, en els que altres espècies més dèbils no podien prosperar. Al llarg dels mesos següents va comprovar els sistemes de cria en cada granja amb el model natural maltusià, observant com la selecció de varietats sorgides per atzar afavoria que «tota l'estructura tendís a perfeccionar-se». Va trobar aquest pensament «la part més bella de la meva teoria».
L'11 de novembre va tornar a Maer, i es va declarar a Emma, repetint-li de nou les seves idees. Ella va acceptar, i en la posterior correspondència amorosa ella li va parlar en termes elogiosos de la seva obertura, però la seva educació com a anglicana molt devota la dugué a expressar el temor que els seus dubtes de fe poguessin posar en perill la seva esperança de trobar-se a la vida ultraterrenal. Quan ell estava a Londres buscant una casa va tornar a patir brots de la seva malaltia; sabent això, Emma li va insistir que tornés i descansés amb les paraules següents:
| « | No estiguis malalt, estimat Charles, fins que pugui estar amb tu per cuidar-te. | » |

Mentrestant, ell havia trobat el que humorísticament s'anomena la «Macaw cottage» (per culpa de la seva decoració cridanera semblant a la dels guacamais) al carrer Gower de Londres. Un mes després (24 de gener) Darwin fou nomenat cavaller de la Royal Society. El 29 d'aquell mateix mes, Charles Darwin i Emma Wedgwood van contreure matrimoni a Maer, en una cerimònia anglicana disposada per satisfer els unitaris, després del qual van agafar immediatament el tren a Londres cap a la seva nova casa.

### La selecció natural i l'origen de les espècies

#### El procés de preparació
Darwin ja tenia l'estructura científica de la seva teoria de la selecció natural sobre la qual treballar com a «passatemps principal». La seva investigació incloïa la cria dels animals i nombrosos experiments amb plantes, mitjançant els quals trobà indicis que les espècies no eren immutables que li van permetre aprofundir les implicacions de la seva teoria. Durant més d'una dècada aquesta feina fou la seva principal ocupació.
Quan es publicà la Narrativa de FitzRoy el maig del 1839, El viatge del Beagle de Darwin, que n'era el tercer volum, va conèixer un tal èxit que més tard aquell mateix any fou publicat per si sol.
A principis del 1842, Darwin escrigué una carta a Lyell exposant-li les seves idees, i Lyell va quedar decebut perquè el seu antic aliat ara negava «veure un principi a cada cultiu d'espècies». Al maig es publicà el llibre de Darwin sobre els esculls de corall després de més de tres anys de treball, i Darwin començà un esborrany de la seva teoria. Per tal de fugir de la pressió de la capital, la família es va mudar a la casa rural Down House al novembre.
L'11 de gener del 1844 Darwin va comentar les seves teories al botànic Joseph Dalton Hooker, admetent amb humor melodramàtic que era «com confessar-se culpable d'assassinat». Pel seu alleujament, Hooker li va replicar que en la seva opinió hi havia «sèries de produccions en diferents punts, així com un canvi gradual en les espècies», i li va explicar el seu interès en «sentir la seva explicació sobre com es poden produir aquests canvis, ja que de moment les opinions al respecte no em satisfan».

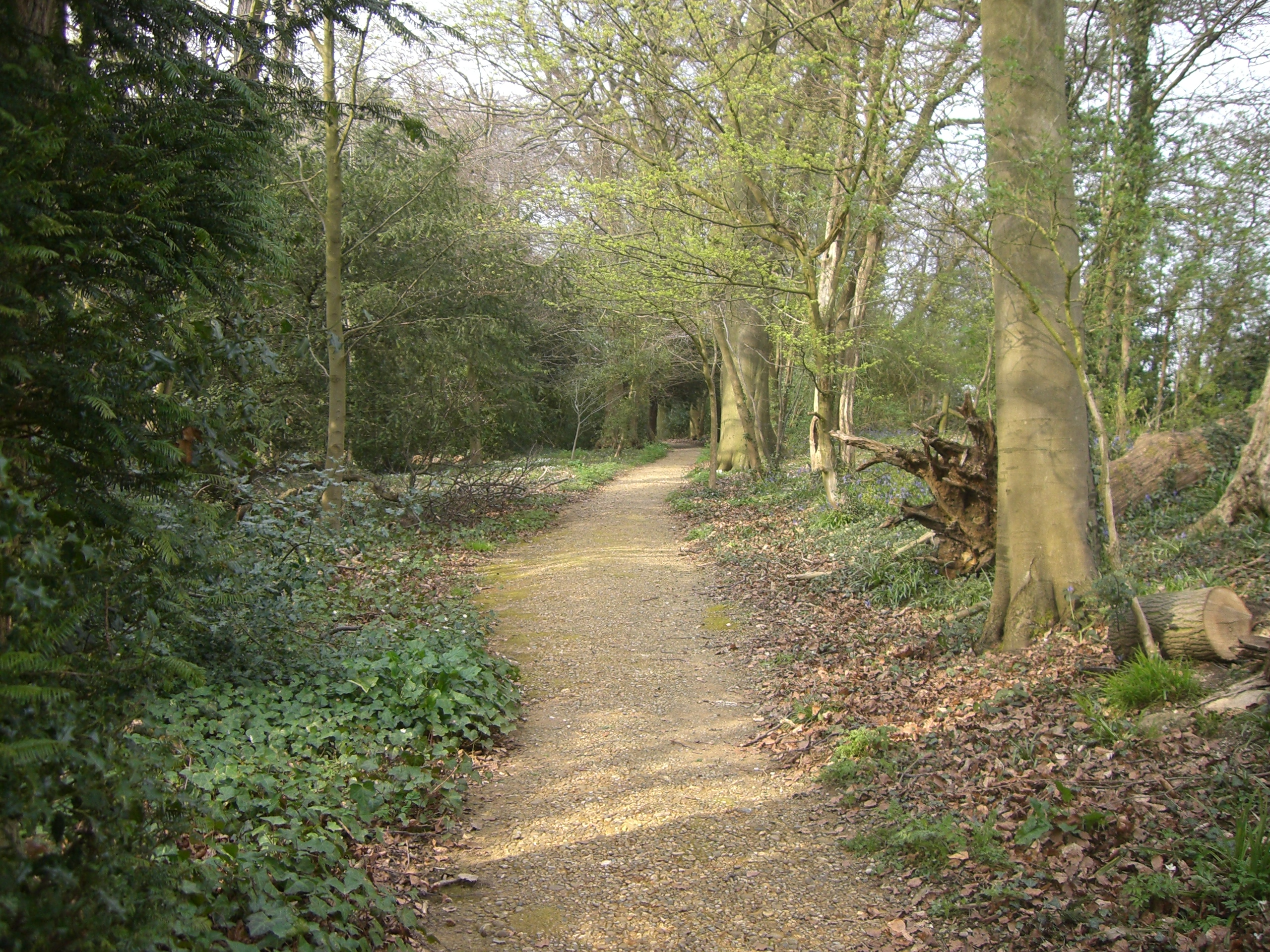
El camí on Darwin meditava, a la Down House.

Cap al mes de juliol, Darwin havia ampliat els seus esbossos a un assaig de 230 pàgines, destinat a ser completat amb els resultats de les seves investigacions en cas que morís prematurament. Al novembre, Darwin va quedar astorat de trobar que la majoria dels seus arguments havien estat avançats a la publicació anònima Vestiges of the Natural History of Creation, tot i que mancava d'explicació convincent de la transmutació. El llibre era de nivell d'afeccionat i rebé burles per la seva geologia i anatomia, però es va vendre molt i va estendre l'interès per la transmutació a les classes mitjanes, obrint camí a Darwin, tot recordant-li la necessitat de respondre a tots els arguments. El 1846 Darwin va completar el seu tercer llibre sobre geologia. Va recuperar la seva fascinació pels invertebrats marins, que havia tingut en els seus anys d'estudiant, quan dissecava i catalogava amb Robert Edmond Grant els percebes recollits durant el seu viatge, observant amb plaer les seves complexes estructures i plantejant les analogies com a estructures similars. El 1847, Hooker rebé l'assaig i envià algunes notes crítiques a Darwin, que el van ajudar a veure la seva obra amb recul científic, però no es va comprometre i va qüestionar l'oposició de Darwin als actes continuats de creació.
Preocupat per la seva malaltia crònica, Darwin anà el 1849 al balneari del doctor James Manby Gully, i va descobrir amb sorpresa les virtuts de la hidroteràpia. El 1851 la seva filla Anne va emmalaltir, avivant els temors de Darwin que el seu mal pogués ser hereditari. Després d'una llarga sèrie de crisis, ella morí i la fe de Darwin en el cristianisme es va esvair.
Al llarg de vuit anys de feina sobre els cirrípedes, la teoria de Darwin l'havia ajudat a trobar homologies que indicaven que mínimes alteracions permetien als òrgans complir noves funcions en noves condicions. El descobriment de minúsculs paràsits mascles en organismes hermafrodites li va suggerir una progressió intermèdia del desenvolupament dels éssers sexuats. El 1853 aquesta feina li va valdre la Medalla Reial, presentada per la Royal Society, aconseguint així fama com a biòleg. Va continuar la seva feina sobre la teoria de les espècies el 1854 i al novembre ja havia anotat que les diferències en el caràcter dels descendents podia deure's a la seva adaptació a «diversos entorns en l'economia de la natura».

#### Publicació

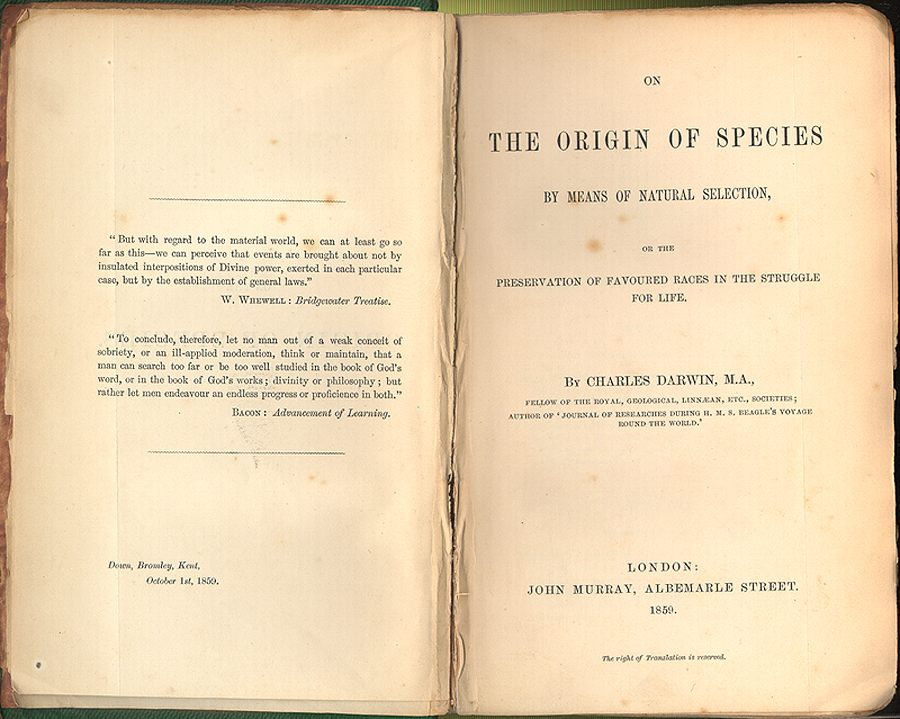
L'origen de les espècies.

A començaments de 1856, Darwin investigava si els ous i les llavors podien sobreviure a un viatge en l'aigua de mar, disseminant-se així les espècies pels oceans. Joseph Dalton Hooker dubtava cada vegada més de la doctrina tradicional sobre la immutabilitat de les espècies, però el seu jove amic Thomas Henry Huxley era un ferm detractor de l'evolució. Per la seva part, Charles Lyell estava intrigat per les especulacions de Darwin, sense percebre l'abast de les seves implicacions. Quan va llegir un article d'Alfred Russel Wallace sobre la Introducció de les espècies, va veure-hi semblances amb els pensaments de Darwin, i el va incitar a publicar-los per establir precedència. Tot i que Darwin no va percebre cap amenaça, començà a treball en un curt document. La cerca de respostes a preguntes complicades obstaculitzava el seu progrés una vegada i una altra, i finalment va ampliar els seus plans a la redacció d'un «gran llibre sobre les espècies» anomenat Selecció natural. Darwin continuà amb les seves investigacions, obtenint informació i exemplars de naturalistes de tot el món, incloent-hi Wallace, que treballava a Borneo. El botànic estatunidenc Asa Gray va mostrar interessos similars, i el 5 de setembre del 1857 Darwin envià a Gray un esbós detallat de les seves idees, incloent-hi un extracte de la seva obra Selecció natural. Al desembre, Darwin rebé una carta de Wallace preguntant-li si el llibre tractaria de la qüestió dels orígens dels humans, i ell va contestar que evitaria aquest tema, «tan envoltat de prejudicis», mentre animava Wallace a seguir amb la seva línia teòrica, afegint que «Jo vaig molt més enllà que vostè».
El llibre de Darwin estava a mig fer quan el 18 de juny del 1858 rebé una carta de Wallace. Duia adjunt un manuscrit per ser revisat en què Wallace defensava l'evolució per selecció natural. A petició de l'autor, Darwin envià el manuscrit a Lyell, mostrant-li la seva sorpresa per l'extraordinària coincidència de les seves teories, i suggerint la publicació de l'article de Wallace en qualsevol de les revistes que preferís. La família de Darwin estava en crisi, amb infants del seu poble que morien d'escarlatina, de manera que va deixar l'assumpte en mans de Lyell i Hooker. Finalment es decidí per una presentació conjunta dels treballs a la Societat Linneana de Londres l'1 de juliol amb el títol Sobre la tendència de les espècies a crear varietats, així com sobre la perpetuació de les varietats i de les espècies per mitjà de la selecció natural, compost per dos articles independents: el manuscrit de Wallace, i un extracte de l'inèdit Assaig de Darwin, escrit el 1844, juntament amb un resum de la carta de Darwin a Asa Gray. Tanmateix, el nadó de Darwin morí poc després d'escarlatina i ell va estar massa abatut per assistir a la presentació.
La presentació de la teoria de la selecció natural davant la Societat Linneana no rebé gaire atenció. Després de la publicació de l'article durant l'agost en el diari de la societat, es va reimprimir en diverses revistes i rebé algunes revisions i cartes, però el president de la Societat Linneana va comentar al maig de 1859 que aquell any encara no havia estat marcat per cap descobriment revolucionari. Només una revisió va resultar a Darwin prou incisiva per tenir-la en compte més tard: el professor Samuel Haughton de Dublín afirmava que «totes les coses noves de l'article eren falses, totes les vertaderes ja eren velles». Darwin es va esforçar durant tres mesos per produir un extract del seu «gran llibre», patint malalties del cor, però rebent ànims contínuament per part dels seus amics científics. Lyell ho va disposar tot perquè John Murray publiqués el llibre.
L'origen de les espècies mitjançant la selecció natural o la conservació de les races afavorides en la lluita per la vida (habitualment conegut sota el títol abreujat de L'origen de les espècies) va resultar inusitadament popular, i el lot de 1.250 còpies que es feren quan va sortir a la venda el llibre el 22 de novembre del 1859 es va esgotar ràpidament. Al llibre, Darwin exposa «un llarg argument» d'observacions detallades, inferències i la consideració d'objeccions anticipades. La seva única al·lusió a l'evolució humana fou un comentari moderat en què deia que «s'aclarirà l'origen de l'home i la seva història». La seva teoria es formula de manera senzilla a la Introducció:
| « | Com que de cada espècie neixen molts més individus que els que poden sobreviure, i com que, en conseqüència, hi ha una lluita per la vida, que es repeteix sovint, se'n segueix que tot ésser, si varia, per poc que sigui, d'alguna manera profitosa per ell sota les complexes i a vegades variables condicions de la vida, tindrà una probabilitat més gran de sobreviure i, de ser així, serà naturalment seleccionat. Segons el poderós principi de l'herència, tota varietat seleccionada tendirà a propagar la seva nova i modificada forma. | » |

Darwin va defensar contundentment l'origen comú de les espècies, però va evitar l'aleshores controvertit terme «evolució», i al final del llibre va concloure que:
| « | Hi ha grandesa en aquesta concepció de la vida, amb els seus diversos poders, havent estat originalment insuflada en unes poques formes o en una i que, mentre aquest planeta ha continuat girant segons la llei fixa de la gravetat, d'un inici tan senzill, formes interminables bellíssimes i meravelloses han evolucionat i continuen evolucionant. | » |

#### Reaccions a la publicació
El llibre va despertar interès a escala internacional, amb menys controvèrsia de la que havia generat el popular Vestiges of Creation. Tot i que la malaltia de Darwin el mantenia lluny dels debats públics, va estudiar amb avidesa la resposta científica, comentant retalls de premsa, revisions, articles, sàtires i caricatures, i mantingué una correspondència amb col·legues d'arreu del món. Darwin només havia dit que «s'aclarirà l'origen de l'home», però la primera revisió afirmava que això feia un credo de la idea de Vestiges de la descendència dels «homes a partir dels micos». Entre les primeres respostes favorables, les revisions de Huxley atacaven Richard Owen, líder del sistema científic que Huxley intentava derrocar. Quan es publicà la revisió d'Owen, es va unir a les que criticaven el llibre.

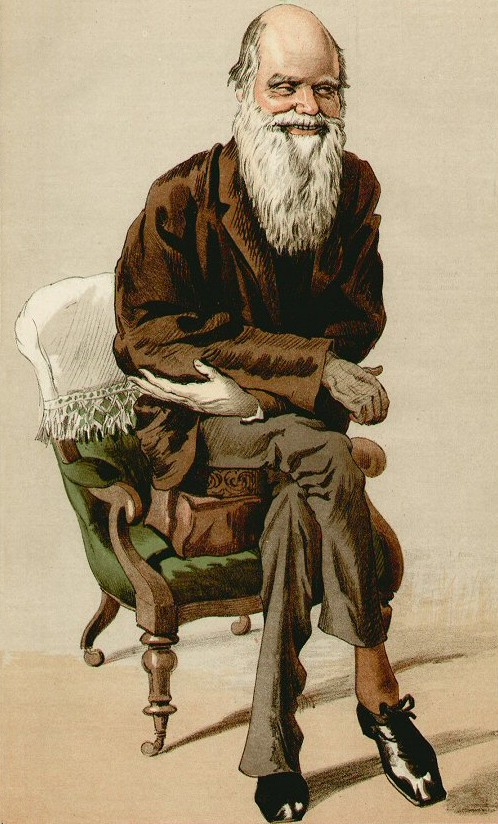
Caricatura de Darwin a Vanity Fair de 1871.

Gran part de la comunitat religiosa va reaccionar violentament davant la teoria de l'evolució, considerant-la incompatible amb el relat de la creació de la Bíblia i amb la posició central que l'home ocupava en ella. Així, el 1875 el teòleg Charles Hodge va acusar Darwin de negar l'existència de Déu en definir els humans com el resultat d'un procés natural en lloc d'una creació dissenyada per Déu. No obstant això, la resposta de l'Església d'Anglaterra fou mixta. Els antics tutors de Darwin a Cambridge, Sedgwick i Henlow, van rebutjar les idees, però clergues liberals van interpretar la selecció natural com un instrument del disseny de Déu, i el clergue Charles Kingsley la veia com «una concepció de Déu tan noble [com qualsevol altra]». El 1860, la publicació d'Essays and Reviews per part de set teòlegs anglicans liberals va divertir l'atenció del clergat de Darwin, amb idees que incloïen l'alta crítica, atacada per les autoritats eclesiàstiques com a heretgia. En aquesta obra, Baden Powell argumentava que els miracles violaven les lleis de Déu, de manera que creure-hi era quelcom d'ateu, i va lloar el «volum mestre del Sr. Darwin, [donant suport al] gran principi dels poders autoevolucionants de la natura». Asa Gray va discutir sobre teleologia amb Darwin, que va importar i distribuir el pamflet de Gray sobre l'evolució teista, Natural Selection is not inconsistent with Natural Theology («La selecció natural no és inconsistent amb la teologia natural»).
En una confrontació llegendària al debat sobre l'evolució d'Oxford del 1860, durant una reunió de l'Associació Britànica per l'Avenç de la Ciència, el bisbe d'Oxford, Samuel Wilberforce, tot i no oposar-se a la transmutació de les espècies, va posar en dubte l'explicació de Darwin. Al debat posterior Hooker va defensar Darwin fermament i Huxley es va establir com «el buldog de Darwin». Ambdós bàndols se n'anaren sentint-se victoriosos, i Huxley va afirmar que quan Wilberforce li va preguntar si descendia dels micos pel costat de l'avi o de l'àvia, Huxley va murmurar: «El Senyor l'ha lliurat a les meves mans», i va respondre que «preferiria descendir d'un simi que d'un home culte que utilitzava els seus dons de cultura i eloqüència per servir el prejudici i la falsedat».

A mesura que el «darwinisme» esdevenia àmpliament acceptat a la dècada del 1870, les caricatures humorístiques d'ell amb cos de simi o de mico començaren a simbolitzar l'evolució.

Fins i tot els amics propers de Darwin, Gray, Hooker, Huxley i Lyell, encara mostraven diverses reserves, però li donaren un ferm suport, igual que molts altres, especialment els naturalistes més joves. Gray i Lyell van intentar reconciliar la teoria amb la fe, mentre que Huxley representava una polarització entre religió i ciència. Va fer campanya agressivament contra l'autoritat del clergat en l'educació, intentant posar fi al domini dels clergues i els afeccionats aristòcrates encapçalats per Owen en favor d'una nova generació de científics professionals. Owen va apuntar erròniament a certes diferències anatòmiques entre el cervell dels simis i el dels humans, i va acusar Huxley de defensar «l'origen de l'home a partir del simi». Huxley va estar ben content de fer precisament això, i la seva campanya al llarg de dos anys fou devastadorament reeixida a l'hora de foragitar Owen i la «vella guàrdia».
L'origen de les espècies fou traduït a nombroses llengües, esdevenint un text científic bàsic que atreia una atenció pensativa de tots els grups socials, incloent-hi els «homes obrers», que acudien en massa a les conferències de Huxley. La teoria de Darwin també concordava amb diversos moviments d'aquell temps i va esdevenir un punt clau de la cultura popular. El darwinisme va esdevenir un moviment que cobria una gran varietat d'idees evolucionistes. El 1863, l'obra de Lyell Geological Evidences of the Antiquity of Man va popularitzar la prehistòria, però la seva cautela respecte a l'evolució va decebre Darwin. Unes setmanes més tard, l'obra de Huxley Evidence as to Man's Place in Nature demostrà que, anatòmicament, els humans són simis, i després The Naturalist on the River Amazons de Henry Walter Bates va proporcionar proves empíriques de la selecció natural. Les pressions van aconseguir per Darwin el guardó científic més elevat de la Gran Bretanya, la Medalla Copley de la Royal Society, que li fou concedida el 3 de novembre del 1864. Aquell dia, Huxley va celebrar la primera reunió del que esdevindria l'influent «X Club», dedicat a la «ciència, pura i lliure, sense obstacles dels dogmes religiosos».
Mentrestant, la definitiva acceptació per part de la comunitat científica de les tesis defensades a L'origen va travessar fonamentalment dues etapes: la conversió del món victorià a l'evolucionisme, i el renaixement de la teoria de la selecció en temps moderns. La teoria de la selecció natural només començà a ser acceptada àmpliament després que el concepte modern de la mutació genètica confirmés el caràcter aleatori de la variació individual.
Un dels arguments fonamentals per l'acceptació de l'evolució concernia l'edat de la Terra, que havia de ser prou llarga per possibilitar una evolució gradual com la postulada a L'origen. Segons els estudis de Lord Kelvin, que posteriorment es van revelar erronis, l'edat de la Terra era massa curta perquè s'hi hagués produït el llarg procés evolutiu, i Kelvin va arribar a la conclusió que només mitjançant el disseny intel·ligent es podria haver aconseguit la gran diversitat biològica actual. No obstant això, la datació calculada per Kelvin es contradeia amb la proposada pels geòlegs, fonamentada en els primers estudis sobre l'edat de diferents tipus de roques. La qüestió de l'edat de la Terra només seria resolta, a favor de Darwin, després el descobriment de la radioactivitat per part d'Henri Becquerel.
El gradualisme defensat per Darwin a L'origen fou una de les principals fonts de controvèrsia, com Huxely ho va assenyalar en la seva cèlebre advertència: «S'ha carregat vostè mateix amb una dificultat innecessària en adoptar el natura non facit saltum de manera tan incondicional». Les objeccions al gradualisme s'han concentrat en dues qüestions fonamentals: en la paleontologia, s'assenyalava l'absència de formes intermèdies en el registre fòssil; altres autors com Lyell i George Jackson Mivart van insistir en les dificultats associades a l'evolució gradual d'òrgans complexos, com l'ull. El principal argument se centra en la inviabilitat de les etapes incipients d'estructures que només podrien resultar útils en assolir un alt grau de complexitat.
La teoria de la selecció natural fou qüestionada des de diversos fronts. Gran part de la comunitat científica es va resistir a acceptar un mecanisme de canvi no teològic i continuà defensant teories alternatives com el lamarckisme o diverses formes del vitalisme, com ho il·lustren les objeccions d'Eduard von Hartman i Henri Milne-Edwars. Altres autors van assenyalar les inconsistències lògiques internes a la mateixa teoria de la selecció natural i derivades de la teoria de l'herència postulada per Darwin. Si bé a L'origen de les espècies no es comprometia amb cap «mecanisme hereditari», Darwin va defensar la pangènesi, la teoria de l'herència mixta més en voga a la seva època. Tot i que el 1865 Gregor Mendel havia publicat els seus estudis sobre les lleis de l'herència, la seva teoria passà desapercebuda fins al segle xx. Vuit anys després de la publicació de L'origen, Fleeming Jenkin, i després Ronald Fisher van assenyalar una incompatibilitat fonamental entre el mecanisme de la selecció natural i la pangènesi. Raonant des de la matemàtica estadística, Jenkin va mostrar l'alta improbabilitat que la variació, la selecció i la transmissió de noves característiques poguessin superar l'efecte conservador de l'herència mixta. Amb una herència d'aquest tipus, és més probable que la descendència s'aproximi a la distribució mitjana de la característica en la població que els seus pares. De fet, si el mecanisme de la pangènesi fos cert, la variació es reduiria a la meitat amb cada generació.

### La descendència de l'home, la selecció sexual i la botànica

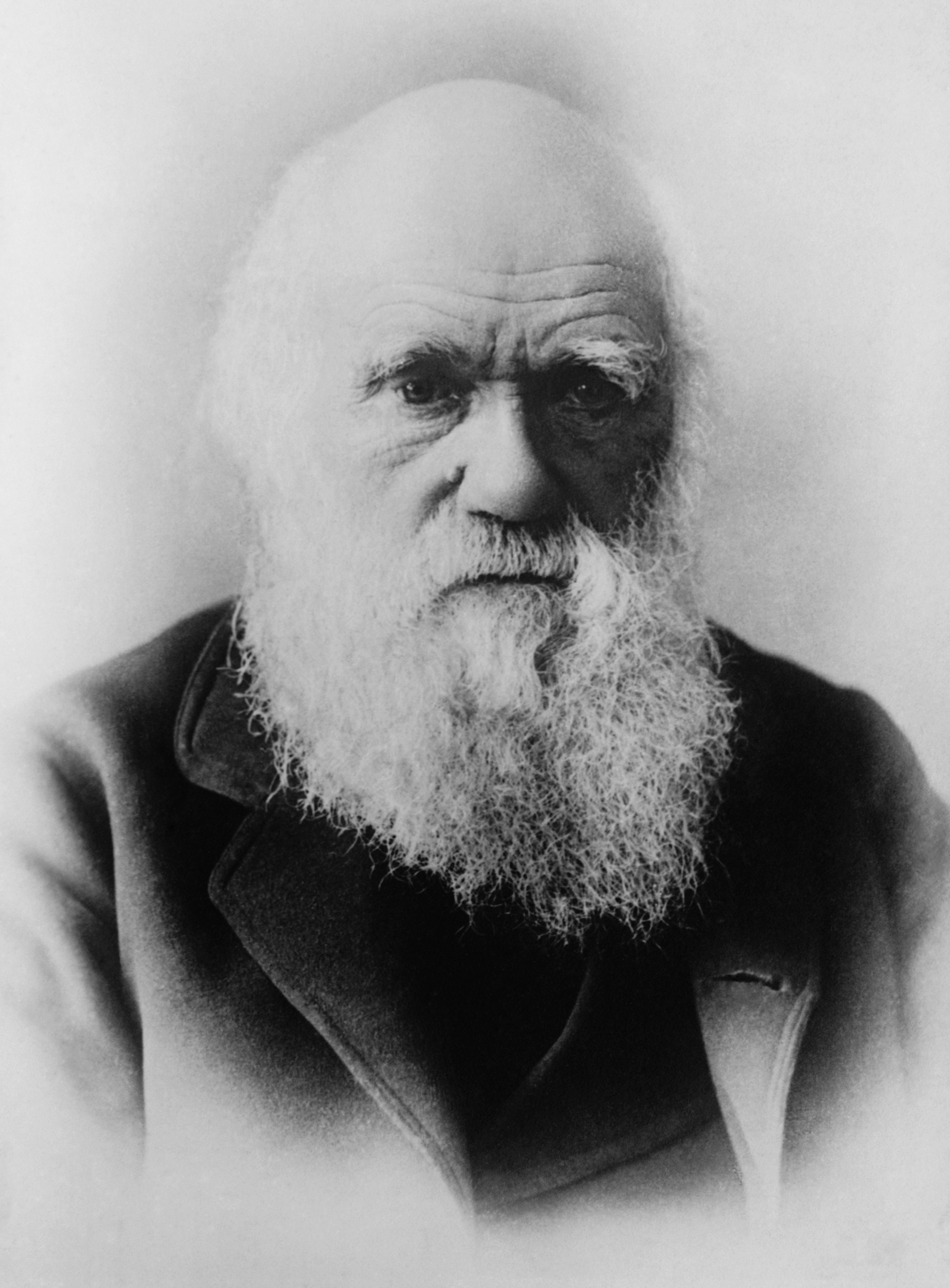
Foto de Darwin de 1879, tres anys abans de la seva mort.

Tot i els repetits brots de la seva malaltia durant els últims vint-i-dos anys de la seva vida, Darwin continuà incansablement el seu treball. Havent publicat L'origen de les espècies com un resum de la seva teoria, continuà desenvolupant línies d'investigació allà on només hi havia esbossos i que incloïen objectes tan diversos com l'evolució humana, diversos aspectes de l'adaptació de les plantes o la bellesa decorativa de la vida salvatge. El 1861, les seves investigacions sobre la pol·linització per insectes el van conduir a nous estudis sobre les orquídies salvatges en els que va investigar l'adaptació de les seves flors a la síndrome floral i l'assegurament de l'heterosi. La fecundació de les orquídies, publicada el 1862, va oferir la primera demostració detallada del poder de la selecció natural, explicant les complexes relacions ecològiques i fent prediccions verificables. L'empitjorament de la seva malaltia va obligar Darwin a romandre al llit. L'habitació en la qual guardava repòs es trobava repleta d'enginyosos experiments per traçar els moviments de les plantes enfiladisses. No va deixar de rebre visites d'il·lustres naturalistes, entre els quals es trobava Ernst Haeckel, un zelós seguidor del «Darwinismus», una particular versió del darwinisme que afavoria l'ortogènesi per sobre de la selecció natural, i Wallace, que tot i estar a favor de la teoria de Darwin es convertí a l'espiritualisme.
La primera part del «gran llibre» plantejat per Darwin, titulat Variacions de les plantes i dels animals en estat domèstic va créixer fins a convertir-se en dos grans volums, obligant-lo a deixar de banda altres objectes d'estudi com l'evolució humana i la selecció sexual. L'obra es publicà el 1868 i, malgrat la seva extensió, tingué una àmplia acollida, aconseguint un nombre considerable de vendes i sent traduït a diversos idiomes. Més tard, Darwin escrigué una segona secció dedicada a la selecció natural que seria publicada a títol pòstum.
El següent repte de Darwin tingué per objectiu l'evolució humana. Charles Lyell ja havia popularitzat el tema de la prehistòria, i Thomas Henry Huxley organitzava seccions d'anatomia comparada en les que es comparaven cranis de simis i humans amb diferents graus de desenvolupament. Amb L'origen de l'home, i la selecció amb relació al sexe, publicat el 1871, Darwin va oferir nombroses proves que situaven l'ésser humà com una espècie més del regne animal, mostrant la continuïtat entre característiques físiques i mentals. També va exposar la teoria de la selecció sexual com una explicació de determinades característiques no adaptatives, com el plomatge de la cua del gall dindi, o l'evolució cultural i les diferències sexuals, racials i culturals, alhora que emfatitzava la pertinença de tots els humans a una mateixa espècie. La seva investigació fou ampliada amb el seu següent llibre, L'expressió de les emocions en l'home i els animals (1872), una de les primeres publicacions acompanyades de fotografies impreses, que discutia la continuïtat de la psicologia humana amb la conducta animal. Ambdós llibres foren enormement populars i el mateix Darwin es va declarar sorprès que «tot el món parlés d'això sense mostrar sorpresa». La seva conclusió fou que:
| « | L'home, amb totes les seves nobles qualitats, amb la seva compassió cap als que se senten desarrelats, amb la seva benevolència no només cap altres homes, sinó cap a la més humil criatura; amb el seu intel·lecte, que sembla diví i ha penetrat en els moviments i la formació del sistema solar —amb tots aquests elevats poders— tots els homes segueixen portant al seu cos el segell indeleble del seu modest origen. | » |

Els seus experiments i investigacions sobre l'evolució van culminar amb el seu treball sobre el moviment de les plantes trepadores i les carnívores, els efectes de l'heterosi i l'autofertilització vegetal, diferents formes de flors en una mateixa espècie de planta, i El poder del moviment en les plantes. Al seu últim llibre, Darwin va investigar l'efecte de la presència de cucs de terra en la formació del sòl.
Va morir a Down, Kent (Anglaterra) el 19 d'abril del 1882. S'esperava ser enterrat al pati de l'església de Saint Mary, a Downe, però per mediació del seu company, el president de la Royal Society William Spottiswoode, es va celebrar un funeral d'estat per Darwin a l'Abadia de Westminster, on fou enterrat al costat de John Herschel i Isaac Newton. Només cinc persones no pertanyents a la família reial tingueren l'honor de rebre un funeral d'estat durant el segle xix.

## Fills
Els Darwin tingueren deu fills: dos moriren durant la infància, i la mort d'Annie Darwin a l'edat de deu anys tingué un efecte devastador sobre els seus pares. Darwin era un pare dedicat i molt atent amb els seus fills. Sempre que es posaven malalts tenia por que haguessin heretat problemes de consanguinitat a causa dels estrets llaços familiars que tenia amb la seva esposa, que era alhora la seva cosina. Va examinar aquest tema als seus escrits, contrastant-ho amb els avantatges de creuar organismes que no estaven relacionats. Tot i les seves pors, la majoria dels seus fills van sobreviure i tingueren carreres distingides com a membres notables de la prominent família Darwin-Wedgwood.
Dels seus fills supervivents, George, Francis i Horaces es van convertir en Fellows de la Royal Society, distingint-se com a astrònom, botànic i enginyer civil respectivament. El seu fill Leonard, d'altra banda, passà a ser militar, polític, economista, eugenicista, i mentor de l'estadístic i biòleg evolucionista Ronald Fisher.

## Opinions religioses
La tradició religiosa de la família de Darwin era l'unitarianisme inconformista, mentre que el seu pare, avi i germà eren lliurepensadors, i les seves escoles eren de l'església d'Anglaterra. Quan anava a Cambridge per esdevenir un clergue anglicà, no posava en dubte la veritat literal de la Bíblia. Va aprendre la ciència de John Herschel, que, com la teologia natural de William Paley, buscava explicacions en les lleis de la natura i no en els miracles, i que veia les adaptacions de les espècies com a prova del disseny. Al viatge del Beagle, Darwin va buscar «centres de creació» per explicar la distribució de les espècies, i havia relacionat les formigues lleó trobades a prop de cangurs amb diferents «períodes de Creació». Va romandre bastant ortodox i sovint citava la Bíblia com a autoritat en moralitat.

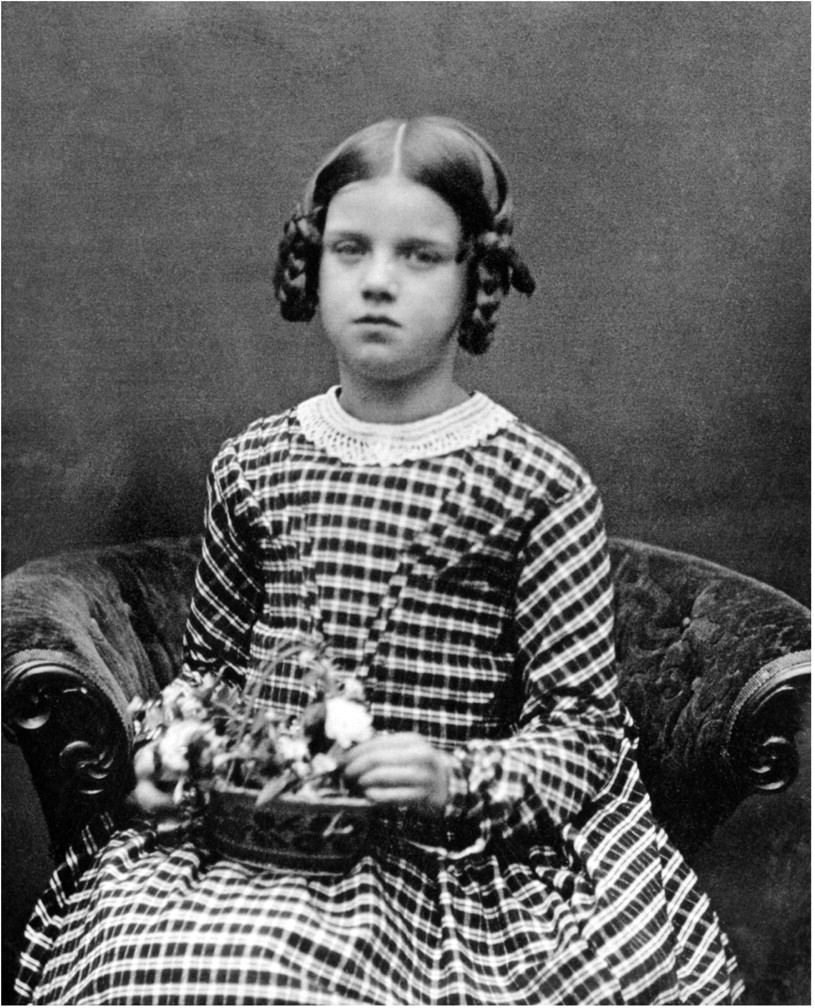
El 1851 Darwin va quedar devastat per la mort de la seva filla Annie. Aleshores, la seva fe en el cristianisme havia disminuït, i havia deixat d'anar a l'església.

En tornar, ja era crític de la Bíblia com a història, i es preguntava per què no podien ser vàlides totes les religions. Al llarg dels anys següents, mentre especulava intensament sobre geologia i la transmutació de les espècies, va pensar molt en la religió i en va parlar obertament amb Emma, les creences de la qual també provenien d'un estudi i una recerca intensa. La teoria del mal de Paley i Thomas Malthus considerava mals com ara la fam com el resultat de les lleis d'un creador benevolent que tenien un efecte general bo. Per Darwin, la selecció natural produïa la part bona de l'adaptació, però eliminava la necessitat d'un disseny, i era incapaç de veure l'obra d'una deïtat omnipotent en tot el dolor i el patiment, com quan les vespes icneumonoïdees paralitzen erugues com a aliment viu pels seus ous. Continuava veient els organismes com a perfectament adaptats, i L'origen de les espècies reflecteix visions teològiques. Tot i que considerava la religió com una estratègia de supervivència tribal, Darwin continuava pensant que Déu era el legislador fonamental.
Darwin continuà jugant un paper important en l'obra parroquiana de l'església local, però a partir del 1849 va començar a anar a passejar els diumenges quan la seva família anava a l'església. Tot i ser reticent sobre les seves opinions religioses, el 1879 va dir que mai no havia estat ateu en el sentit de negar l'existència de Déu, i que en general «agnòstic seria la millor manera de descriure la meva opinió al respecte».
El relat d'Elizabeth Hope, publicat el 1915, afirmava que Darwin havia tornat al cristianisme en el seu llit de mort. El relat fou refutat pels fills de Darwin i ha estat descartat com a fals pels historiadors. La seva filla, Henrietta, que estava al seu costat en morir, va afirmar que no va tornar al cristianisme. Les seves últimes paraules foren per la seva família, dient a Emma que «No em fa gens ni mica de por morir - Recorda la bona dona que has estat per mi - Digues a tots els meus fills que recordin com han estat amb mi de bons», i quan ella anà a descansar, va dir repetidament a Henrietta i Francis que «Gairebé que val la pena estar malalt perquè em cuideu».

## Interpretacions polítiques
Les teories i escrits de Darwin, juntament amb la genètica de Gregor Mendel, formen la base de tota la biologia moderna (la síntesi moderna). No obstant això, la fama i la popularitat de Darwin feren que el seu nom fos associat a idees i moviments que només tenien una relació indirecta amb els seus escrits i, a vegades, s'oposaven directament als seus comentaris expressos.

### Eugenèsia
Darwin estava interessat en l'argument del seu cosinastre Francis Galton, exposat per primera vegada el 1865, que afirmava que les anàlisis estadístiques de l'herència genètica mostraven que les característiques mentals i morals podien ser heretades, i que els principis de la cria animal també es podien aplicar als humans. A La descendència de l'home i sobre la selecció en relació amb el sexe, Darwin apuntava que si s'ajudava els dèbils a sobreviure i a procrear es podrien perdre els beneficis de la selecció natural, però va advertir que negar tal ajuda podia posar en perill l'instint de solidaritat, «la part més noble de la nostra naturalesa», i que factors com l'educació podien ser més importants. Quan Galton va suggerir que la publicació d'aquestes investigacions podria incentivar els matrimonis entre els membres de la «casta d'aquells que han estat més ben dotats per la naturalesa», Darwin va preveure algunes dificultats pràctiques i va pensar que era l'«únic procediment factible, tot i que em temo utòpic, de millorar la raça humana», preferint que només es donés publicitat a la importància de l'herència i que es deixessin les decisions als individus.
Després de la mort de Darwin el 1883, Galton denominà «eugenèsia» la disciplina encarregada de la millora biològica de l'espècie humana, i desenvolupà la biometria. Els moviments eugenèsics ja estaven àmpliament estesos quan es va redescobrir la genètica mendeliana, i en alguns països, entre ells Bèlgica, Brasil, Canadà, Suècia i els Estats Units, es van imposar lleis d'esterilització forçosa. L'eugenèsia nazi feu perdre crèdit a la idea i ara ja ha estat pràcticament abandonada arreu del món.[III]

### Darwinisme social
La utilització d'idees descriptives com a justificació moral o social crea el problema ètic de passar de l'«és» a l'«hauria de ser». Així, quan Thomas Malthus sostenia que el creixement de la població per sobre dels recursos fou disposada per Déu per tal que els homes treballessin de forma productiva i es limitessin a l'hora de formar famílies, aquest argument fou utilitzat a la dècada del 1830 per justificar les workhouses i l'economia basada en el laissez-faire. De la mateixa manera, alguns autors van veure implicacions socials en la teoria de l'evolució, i Herbert Spencer, en la seva obra Social Statistics, escrita el 1851, basava les idees de llibertat humana i drets individuals en la seva teoria lamarckista.
La teoria de l'evolució de Darwin es convertí en una manera de justificar les diferències socials i racials. Tot i que Darwin havia dit que era «absurd dir que un animal fos superior a un altre», i concebia l'evolució com mancada de finalitat, poc després de la publicació de L'origen el 1859 els crítics es mofaven de la seva descripció de la lluita per l'existència com una justificació maltusiana del capitalisme industrial anglès de l'època. El terme «darwinisme» fou utilitzat en les idees evolutives d'altres, entre elles l'aplicació del principi de «supervivència del més adaptat» per Herbert Spencer en el progrés del lliure mercat, i les idees racistes d'Ernst Haeckel del desenvolupament humà. Darwin no compartia les idees racistes, comunes a la seva època. Era un ferm detractor de l'esclavitud, la «classificació de les anomenades races de l'home com a espècies diferents» i els abusos contra els pobles nadius.[IV]
Alguns autors han aplicat la selecció natural com a argument per diverses ideologies, sovint contradictòries, com el capitalisme radical, el racisme, el bel·licisme, el colonialisme i el neoimperialisme. Alhora, l'enfocament holístic de la naturalesa de Darwin, que incloïa la «dependència d'uns éssers dels altres», va servir de fonament a ideologies diametralment oposades, de manera que pacifistes, socialistes, progressistes i anarquistes, com el Príncep Piotr Kropotkin, van emfatitzar el valor de la cooperació per sobre de la lluita dins d'una espècie. El mateix Darwin va insistir en el fet que la política social no podia guiar-se simplement pels conceptes de lluita per la supervivència i selecció natural.
El terme «darwinisme social», encunyat per Herbert Spencer, no era gaire freqüent a l'última dècada del segle xix, però es va popularitzar com una expressió despectiva a la dècada de 1940, quan fou utilitzat per William Granham Sumner, oposant-se al reformisme i al socialisme. Des d'aleshores, el terme és utilitzat pejorativament pels que s'oposen al que consideren les conseqüències morals de l'evolució.

## Commemoracions

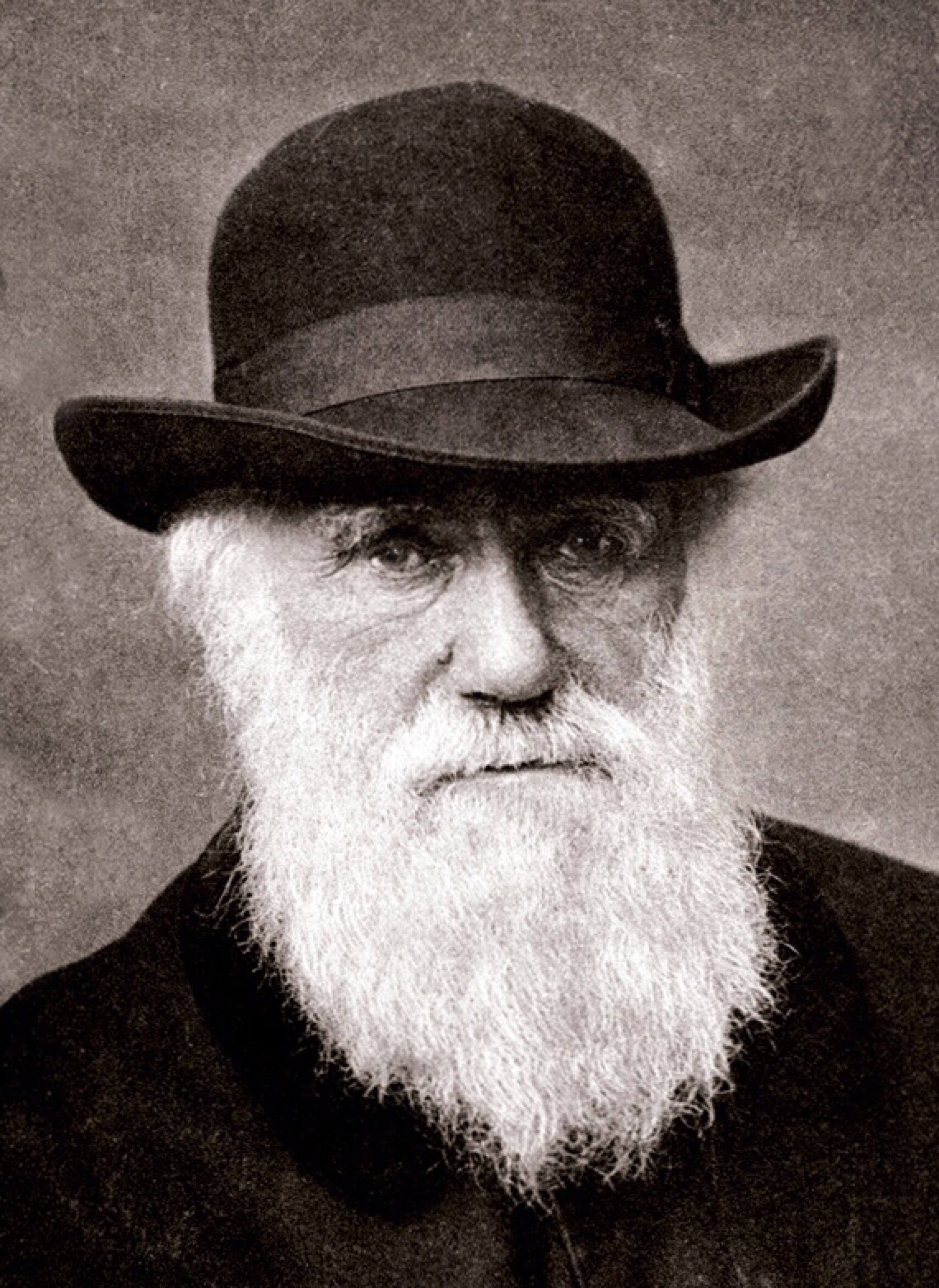
Darwin el 1880, quan encara treballava en les seves contribucions al pensament evolutiu que han tingut un efecte enorme en molts camps de la ciència.

Durant la vida de Darwin, moltes espècies i accidents geogràfics foren anomenats en honor seu. Una massa d'aigua contigua al canal del Beagle fou anomenada estret de Darwin per Robert FitzRoy després que l'acció ràpida de Darwin, juntament amb dos o tres homes més, els salvés de quedar-se atrapats en una costa pròxima quan el col·lapse d'una glacera va crear una gran onada que s'hauria endut els seus vaixells, i el proper Mont Darwin dels Andes fou anomenat en commemoració del 25è aniversari de Darwin. Un altre estret de Darwin a les illes de la Reina Carlota de la Colúmbia Britànica, a mig camí entre l'illa de Moresby i l'illa de Lyell, fou anomenat el 1878 per l'aleshores geògraf en cap del Canadà George Mercer Dawson en honor de Darwin. Quan el Beagle, en el seu tercer viatge, estava explorant Austràlia el 1839, el lloctinent John Lort Stokes, que havia fet amistat amb Darwin en el segon viatge, va veure un port natural que el capità del vaixell, John Clements Wickham, anomenà Port Darwin. La població que s'hi fundà el 1869, Palmerston, fou oficialment reanomenada Darwin el 1911. Va esdevenir la capital del Territori del Nord d'Austràlia, on també es troben la Universitat Charles Darwin i el Parc Nacional Charles Darwin. El Darwin College, fundat el 1964, fou anomenat en honor de la família Darwin, en part perquè eren els propietaris de la terra en què es troba.
Tot i ser més propers als emberízids o els tràupids americans que als pinsans, el grup d'espècies relacionades amb les que Darwin trobà a les illes Galápagos foren coneguts popularment com a «pinsans de Darwin» després de la publicació del llibre del mateix nom de David Lack el 1947, alimentant llegendes errònies sobre la seva importància en el treball del naturalista.
El 1992, Darwin fou classificat a la setzena posició a la llista de persones més influents de la història de Michael H. Hart. Fou el quart als 100 Greatest Britons, un programa de la BBC on, a través d'un vot públic de la ciutadania, es votaven les persones més importants del país. El 2000 va aparèixer la imatge de Darwin al bitllet de deu lliures del Banc d'Anglaterra, en substitució de Charles Dickens. La seva impressionant i exuberant barba (que es deia que era difícil de falsificar) fou suposadament un factor contribuïdor a l'elecció del banc.
La Societat Linneana de Londres ha commemorat els èxits de Darwin amb la concessió de la Medalla Darwin-Wallace des de 1908.
A les illes Galápagos, la Fundació Charles Darwin, basada a l'Estació de Recerca Charles Darwin, duu a terme tasques d'investigació i conservació. Per marcar el 2009, estan ajudant a reintroduir a l'illa Floreana (illa Charles) el mim específic que va dur l'atenció originalment a espècies úniques de cada illa. Fou erradicat de l'illa principal per espècies europees, principalment rates i cabres, però ha sobreviscut en dues petites illes properes.
Com a commemoració en clau d'humor de l'evolució, cada any es guardona amb els premis Darwin els individus que «milloren el nostre patrimoni gènic eliminant-se'n».
S'han escrit nombroses biografies de Darwin, i la novel·la biogràfica The Origin d'Irving Pedra de 1980 ofereix un relat fictici ben recercat de la vida de Darwin, a partir de l'edat de 22 anys.

### Homenatge a Darwin el 2009

Moneda de dues lliures en commemoració del naixement de Darwin i la publicació de L'origen de les espècies.

El «dia de Darwin» se celebra cada any, i amb ocasió del bicentenari del seu naixement i del 150è aniversari de la publicació de la seva obra més important s'han anunciat actes i publicacions arreu del món. L'exposició sobre Darwin que es va inaugurar al Museu Americà d'Història Natural el 2006 es va exhibir al Museu de la Ciència de Boston, el Field Museum de Chicago i el Museu Reial d'Ontario a Toronto, abans de la seva exposició al Museu d'Història Natural de Londres (14 de novembre del 2008 - 19 d'abril del 2009), com a part del programa commemoratiu «Darwin200». La universitat de Cambridge ha preparat un festival especial pel juliol del 2009. A la seva ciutat natal se celebrarà el «Festival de Shrewsbury del 2009», amb importants actes durant tot l'any.
Al Regne Unit, una edició especial de la moneda de dues lliures mostra el retrat de Darwin davant un simi, envoltats per la inscripció «DARWIN 2009», amb un text al voltant que resa «L'origen de les espècies 1859». Ja s'han anunciat les edicions de col·leccionista, tot i que durant tot l'any estaran disponibles en bancs i oficines postals al seu valor de canvi.
El setembre del 2008, l'Església anglicana publicà un article que aprofitava l'ocasió del seu 200è aniversari per disculpar-se davant de Darwin «per haver-lo malinterpretat; i, per equivocar-nos en aquesta primera reacció, haver animat altres a equivocar-se també».

## Obres
- 1835 - Extracts from letters to Professor Henslow (edició privada)
- 1836 - A Letter, Containing Remarks on the Moral State of Tahiti, New Zealand, &c. – del Capt. R. FitzRoy and C. Darwin, Esq. del H.M.S. 'Beagle.'
- 1838-1843 - Zoology of the Voyage of H.M.S. Beagle: publicada entre 1839 i 1843 en cinc parts (i dinou números) per diversos autors, editat i supervisat per Charles Darwin, que va contribuir en seccions de dues parts:
  - 1838 - Parte 1° N. 1 Fossil Mammalia, per Richard Owen (Preface and Geological introduction per Darwin)
  - 1838 - Parte 2° No. 1 Mammalia, per George R. Waterhouse (Geographical introduction i A notice of their habits and ranges per Darwin)
- 1839 - Journal and Remarks, The Voyage of the Beagle, Journal of researches into the natural history and geology of the countries visited during the voyage of H.M.S. Beagle under the command of Captain Fitz Roy
- 1842 - The Structure and Distribution of Coral Reefs
- 1844 - Geological Observations of Volcanic Islands
- 1846 - Geological Observations on South America
- 1849 - Geology a A Manual of scientific enquiry; prepared for the use of Her Majesty's Navy: and adapted for travellers in general., John F.W. Herschel ed.
- 1851 - A Monograph of the Sub-class Cirripedia, with Figures of all the Species. The Lepadidae; or, Pedunculated Cirripedes.
- 1851 - A Monograph on the Fossil Lepadidae; or, Pedunculated Cirripedes of Great Britain
- 1854 - A Monograph of the Sub-class Cirripedia, with Figures of all the Species. The Balanidae (or Sessile Cirripedes); the Verrucidae, etc.
- 1854 - A Monograph on the Fossil Balanidæ and Verrucidæ of Great Britain
- 1858 - On the Tendency of Species to form Varieties; and on the Perpetuation of Varieties and Species by Natural Means of Selection (Extract from an unpublished Work on Species)
- 1859 - The Origin of Species o On the Origin of Species by Means of Natural Selection, or the Preservation of Favoured Races in the Struggle for Life Text al Viquitexts en català
- 1862 - On the various contrivances by which British and foreign orchids are fertilised by insects
- 1868 - Variation of Plants and Animals Under Domestication
- 1871 - The Descent of Man, and Selection in Relation to Sex
- 1872 - The Expression of Emotions in Man and Animals
- 1875 - Movement and Habits of Climbing Plants
- 1875 - Insectivorous Plants
- 1876 - The Effects of Cross and Self Fertilisation in the Vegetable Kingdom
- 1877 - The Different Forms of Flowers on Plants of the Same Species
- 1879 - Preface and 'a preliminary notice a lErasmus Darwin d'Ernst Krause
- 1880 - The Power of Movement in Plants
- 1881 - The Formation of Vegetable Mould Through the Action of Worms
- 1887 - Autobiography of Charles Darwin. Editada pel seu fill Francis Darwin
- 1887 - Life and Letters of Charles Darwin, (ed. Francis Darwin)
- 1903 - More Letters of Charles Darwin, (ed. Francis Darwin i A.C. Seward)

Obres de Charles Darwin traduïdes al català:
- Viatge d'un naturalista al voltant del món. Barcelona, 1879-1881, traducció de Leandre Pons i Dalmau (títol original: Viatje d'un naturalista al rededor del mon, fet a bordo del barco "Lo Llebrer" (The Beagle) desde 1831 á 1836), publicat parcialment pel Diari Català.
  - Facsímil publicat el 1982 per la Diputació de Barcelona (Journal of researches into the Geology and Natural History of the various countries visited by H.M.S. Beagle, Londres, Henry Colburn, 1839) a partir dels fascicles publicats al Diari Català.
  - El viatge del Beagle per Edicions del Cràter. Barcelona, 2023, amb traducció d'Oriol Ràfols Grifell. Publicat íntegrament per primer cop en català i traduït de l'original anglès.[171]
- La lluita per la vida, València, Publicacions de la Universitat de València (PUV), Breviaris, 2008, traducció de Juli Peretó, pròleg de Manuel Costa i Juli Peretó. Conté els articles de Charles Darwin i Alfred R. Wallace sobre selecció natural presentats davant la Linnean Society en 1858, així com una selecció de cartes i documents.
- L'origen de les espècies. Barcelona, Edicions 62 i Diputació de Barcelona, 1982, traducció de Santiago Albertí i Constança Albertí, edició a cura de Joan Senent-Josa i Montserrat Vallmitjana, pròleg de Thomas F. Glick, reeditada el 2009 (On the Origin of the Species, Londres, John Murray, 1859)
- L'origen de les espècies, València, Publicacions de la Universitat de València (PUV) i Institut d'Estudis Catalans (IEC), 2009, versió il·lustrada abreujada de la primera edició, text editat per Juli Peretó i Andrés Moya, traducció de Coral Barrachina, il·lustracions de Carles Puche (On the Origin of the Species, Londres, John Murray, 1859)
- L'origen de l'home i sobre la selecció amb relació al sexe. Barcelona, Generalitat de Catalunya, Edicions científiques catalanes, Biblioteca Clàssics de la ciència vols. 3 i 4, 1984, traducció de Josep Egozcue (The Descent of Man, and selection in Relation to Sex, Londres, John Murray, 1871)
- Autobiografia de Charles Darwin, València, Monografies de la Revista Mètode, núm. 3, 2009, traducció de Jaume Terradas, pròleg de Martí Domínguez (The Autobiography of Charles Darwin 1809–1882. With the original omissions restored. Edited and with appendix and notes by his granddaughter Nora Barlow, Londres, Collins, 1958)